# Meseta de Coconino

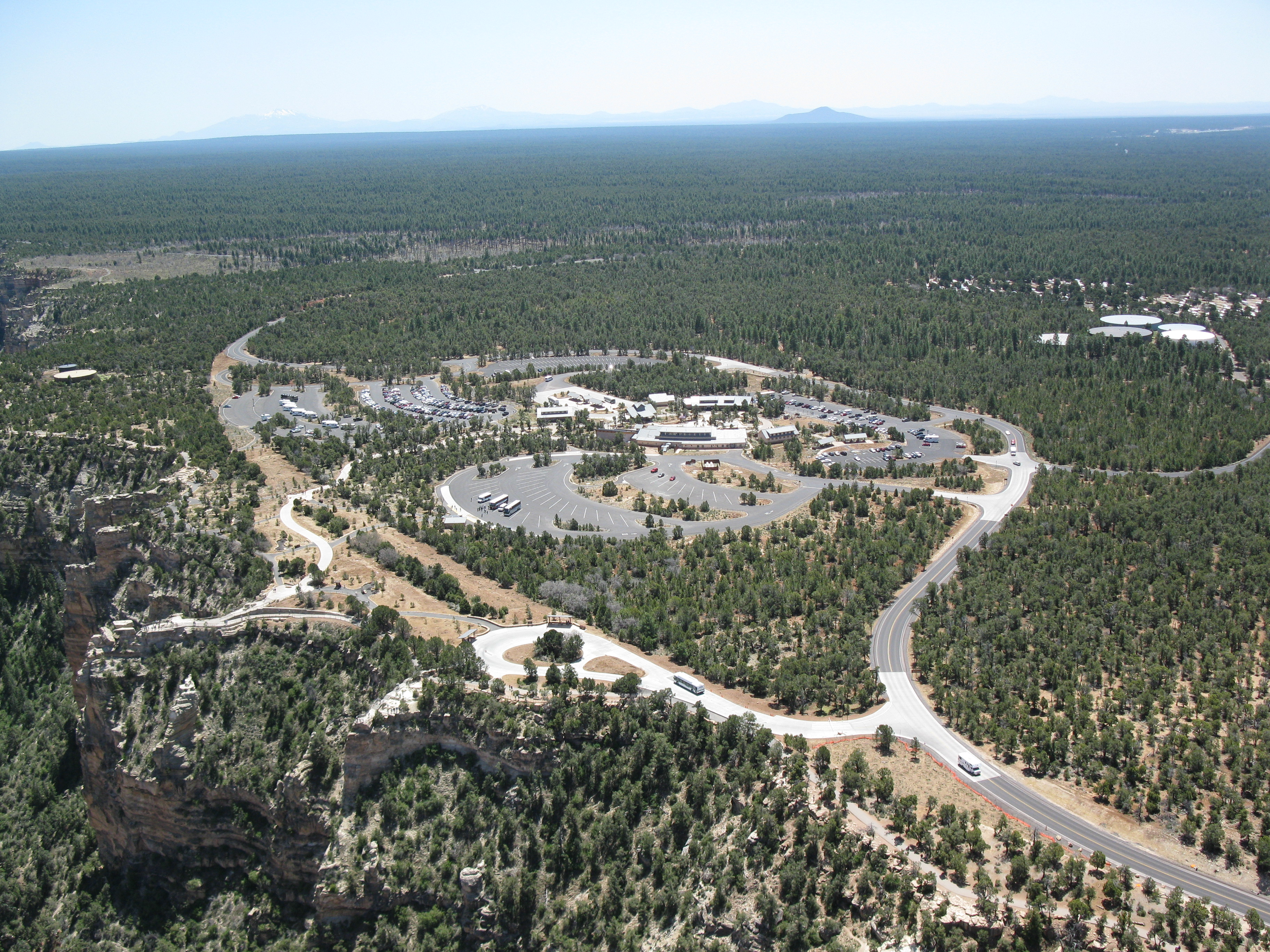
Centro de visitas del Gran Cañón en el borde sur del Gran Cañón, y la Meseta de Coconino más allá - en el Parque nacional del Gran Cañón, Arizona.

La Meseta de Coconino (inglés: Coconino Plateau) se encuentra al sur del Gran Cañón y al nornoroeste de Flagstaff, en el norte del estado de Arizona en el suroeste de Estados Unidos. 

## Geografía
La meseta de Coconino se encuentra al sur de Grand Canyon Village y el borde sur del Gran Cañón en el Condado de Coconino, y primariamente al norte del Interestatal 40 y al este de Ruta Estatal de Arizona 64. Una gran parte de la meseta está protegida dentro del Bosque Nacional de Kaibab.